# Gephyromantis boulengeri
Gephyromantis boulengeri är en groddjursart som beskrevs av Paul Ayshford Methuen 1920. Gephyromantis boulengeri ingår i släktet Gephyromantis och familjen Mantellidae. IUCN kategoriserar arten globalt som livskraftig. Inga underarter finns listade i Catalogue of Life.